# 阿巴拉契亚高原

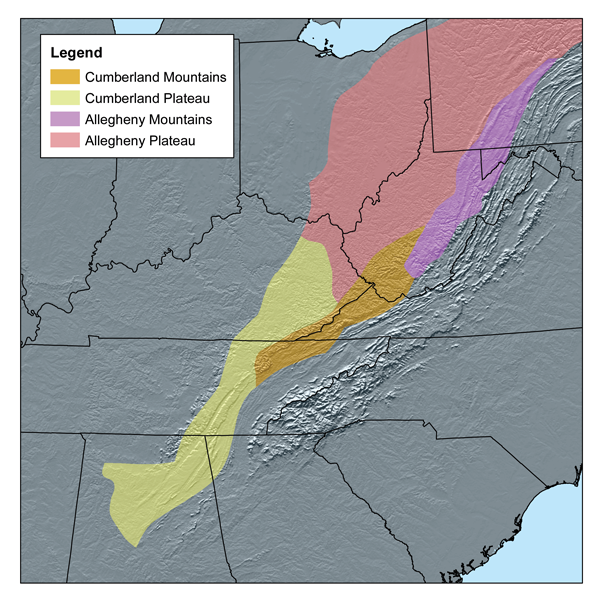
阿帕拉契亚地区在美国的位置 - USGS

阿帕拉契亚高原（英語：Appalachian Plateau）是阿帕拉契高地西部一系列崎岖不平、海拔较高的平原。该高原位于阿巴拉契亚山脉，从纽约州一直绵延到亚拉巴马州，途径宾夕法尼亚州、俄亥俄州、马里兰州、西維吉尼亞州、弗吉尼亚州、肯塔基州、田纳西州、喬治亞州。